# Veggiano
Veggiano (Vejan in veneto) è un comune italiano di 4 825 abitanti della provincia di Padova in Veneto.

## Storia
La storia di Veggiano è antichissima: sono stati trovati, nel fiume Bacchiglione, reperti di molto precedenti l'epoca romana. In particolare, nel museo del castello di San Martino della Vaneza, nel comune limitrofo di Cervarese Santa Croce, sono conservate due magnifiche piroghe paleovenete ricavate da dei tronchi.
Centro di una certa rilevanza in epoca romana, tanto che esisteva un tempio dedicato a Giano.
Successivamente fu terra di confine nelle guerre tra padovani e vicentini (il cui caposaldo era il castello di Montegalda); alla fine, un assalto a sorpresa partito da Veggiano conquistò definitivamente ai padovani il castello di Montegalda.
Veggiano fece poi parte del territorio della Serenissima Repubblica di Venezia e con l'Unità d'Italia entrò a fare parte prima del Regno d'Italia e poi della Repubblica Italiana.

## Monumenti e luoghi d'interesse
- Chiesa di Sant'Andrea Apostolo nel capoluogo comunale
- Chiesa della Natività della B. V. Maria nella frazione Santa Maria
- Chiesa di San Lorenzo Martire nella frazione di Trambacche

## Società

### Evoluzione demografica
Abitanti censiti

## Amministrazione
| Periodo | Periodo   | Primo cittadino   | Partito                         | Carica  | Note |
| ------- | --------- | ----------------- | ------------------------------- | ------- | ---- |
| 1996    | 2001      | Lorenzo Tommasini | lista civica                    | Sindaco |      |
| 2001    | 2006      | Lorenzo Tommasini | lista civica di centro-sinistra | Sindaco |      |
| 2007    | 2012      | Anna Lazzarin     | lista civica "Nuove Energie"    | Sindaco |      |
| 2012    | 2017      | Anna Lazzarin     | lista civica "Nuove Energie"    | Sindaco |      |
| 2017    | 2022      | Simone Marzari    | lista civica "Nuove Energie"    | Sindaco |      |
| 2022    | in carica | Nicola Zordan     | lista civica "Siamo Veggiano"   | Sindaco |      |

## Sport
- A.S.D. Calcio Veggiano s.c. - Militante in Seconda Categoria. Nasce nel 2018.[senza fonte]